# Persone di nome Luis/Politici
| Questa pagina contiene informazioni ricavate automaticamente dalle voci biografiche con l'ausilio del template Bio e di un bot. L'aggiornamento è periodico e automatico e ricostruisce completamente la pagina. Se manca una persona in questa lista, sei pregato di non aggiungerla, ma accertati piuttosto che la sua voce biografica contenga il template Bio e che i dati anagrafici siano correttamente compilati. Se il template Bio manca, inseriscilo tu stesso o, in alternativa, metti l'avviso {{tmp\|Bio}} che ne segnala la mancanza. Se i dati riportati sono sbagliati, correggi direttamente la voce biografica; le modifiche saranno visibili in questa lista entro pochi giorni. Per chiarimenti vedi il progetto antroponimi. La lista contiene solo le 54 persone che sono citate nell'enciclopedia e per le quali è stato implementato correttamente il template Bio. Pagina aggiornata al 23 mag 2025. |

Questa è una lista di persone presenti nell'enciclopedia che hanno il nome Luis e sono politici.

## A(5)
- Luis Abinader, politico, economista e imprenditore dominicano (Santo Domingo, n. 1967)
- Luis Aldunate, politico e avvocato cileno (Santiago del Cile, n. 1842 - Viña del Mar, † 1903)
- Luis Delgado Aparicio, politico peruviano (Callao, n. 1940 - Lima, † 2015)
- Luis Arana, politico spagnolo (Bilbao, n. 1862 - Santurtzi, † 1951)
- Luis Arce, politico e economista boliviano (La Paz, n. 1963)

## B(5)
- Miguel Barbosa Huerta, politico e avvocato messicano (Zinacatepec, n. 1959 - Città del Messico, † 2022)
- Luis Batlle Berres, politico uruguaiano (Montevideo, n. 1897 - Montevideo, † 1964)
- Luis Bedoya, politico peruviano (Callao, n. 1919 - Lima, † 2021)
- Luis Benítez de Lugo, politico, sportivo e militare spagnolo (Madrid, n. 1916 - Las Palmas de Gran Canaria, † 2008)
- Luis Francisco Benítez de Lugo y Benítez de Lugo, politico spagnolo (La Orotava, n. 1837 - Santa Cruz de Tenerife, † 1876)

## C(4)
- Luis Donaldo Colosio, politico e economista messicano (Magdalena de Kino, n. 1950 - Tijuana, † 1994)
- Luis Cordero Crespo, politico ecuadoriano (n. 1833 - † 1912)
- Luis Corvalán, politico, giornalista e docente cileno (Pelluco, n. 1916 - Santiago del Cile, † 2010)
- Chavit Singson, politico filippino (Vigan City, n. 1941)

## D(6)
- Luis Dellepiane, politico, militare e ingegnere argentino (Buenos Aires, n. 1865 - Federal, † 1941)
- Luis Durnwalder, politico italiano (Falzes, n. 1941)
- Luis Roberto Lorenzato, politico italiano (Orlândia, n. 1971)
- Luis José de Orbegoso y Moncada, politico peruviano (Usquil, n. 1795 - Trujillo, † 1847)
- Luis de Guindos, politico e economista spagnolo (Madrid, n. 1960)
- Luis de Santángel, politico spagnolo (Valencia, n. 1435 - Alcalá de Henares, † 1498)

## E(2)
- Luis Echeverría, politico messicano (Città del Messico, n. 1922 - Cuernavaca, † 2022)
- Luis Enrique Erro, politico, educatore e astronomo messicano (Città del Messico, n. 1897 - Città del Messico, † 1955)

## F(1)
- Luis Fortuño, politico portoricano (San Juan, n. 1960)

## G(5)
- Luis Galarreta, politico peruviano (Lima, n. 1971)
- Luis Garicano, politico e economista spagnolo (Valladolid, n. 1967)
- Luis Ángel González Macchi, politico e ex cestista paraguaiano (Asunción, n. 1947)
- Luis Gutiérrez, politico e attivista statunitense (Chicago, n. 1953)
- Federico Franco, politico paraguaiano (Asunción, n. 1962)

## L(3)
- Luis Alberto Lacalle Pou, politico uruguaiano (Montevideo, n. 1973)
- Luis Lamas, politico uruguaiano (Rosario, † 1864)
- Luis Guillermo Solís, politico costaricano (San José, n. 1958)

## M(5)
- Luis Marichalar y Monreal, politico spagnolo (Madrid, n. 1873 - Madrid, † 1945)
- Luis Miquilena, politico venezuelano (Coro, n. 1919 - Caracas, † 2016)
- Luis Miró Quesada de la Guerra, politico, diplomatico e giornalista peruviano (Lima, n. 1880 - Lima, † 1976)
- Luis Alberto Monge Álvarez, politico costaricano (Palmares, n. 1925 - San José, † 2016)
- Luis Méndez de Haro y Guzmán, politico spagnolo (Valladolid, n. 1598 - † 1661)

## O(2)
- Luis Alberto Orellana, politico italiano (Caracas, n. 1961)
- Mariano Ospina Pérez, politico colombiano (Medellín, n. 1891 - Bogotà, † 1976)

## P(6)
- Alfredo Palacio, politico ecuadoriano (Guayaquil, n. 1939 - Guayaquil, † 2025)
- Luis Parra, politico venezuelano (Yaracuy, n. 1978)
- Luis Eduardo Pérez, politico uruguaiano (Montevideo, n. 1774 - Montevideo, † 1841)
- Luis Petri, politico argentino (San Martín, n. 1977)
- Luis Planas, politico spagnolo (Valencia, n. 1952)
- Alvise Pérez, politico spagnolo (Siviglia, n. 1990)

## R(2)
- Luis Emilio Recabarren, politico cileno (Valparaíso, n. 1876 - Santiago del Cile, † 1924)
- Luis Riart, politico paraguaiano (Villa Florida, n. 1880 - Asunción, † 1953)

## S(5)
- Luis Sáenz Peña, politico e avvocato argentino (Buenos Aires, n. 1822 - Buenos Aires, † 1907)
- Federico Salas-Guevara, politico peruviano (Lima, n. 1950 - Huancavelica, † 2021)
- Luis Miguel Sánchez Cerro, politico e generale peruviano (Piura, n. 1889 - Lima, † 1933)
- Luis Adolfo Siles Salinas, politico boliviano (La Paz, n. 1925 - La Paz, † 2005)
- Luis Somoza Debayle, politico nicaraguense (León, n. 1922 - Managua, † 1967)

## T(1)
- Luis Taruc, politico e guerrigliero filippino (San Luis, n. 1913 - Quezon City, † 2005)

## U(1)
- Otilio Ulate Blanco, politico costaricano (Alajuela, n. 1891 - San José, † 1973)

## V(1)
- Luis Videgaray Caso, politico e economista messicano (Città del Messico, n. 1968)